# 290 v. Chr.
Portal Geschichte | Portal Biografien | Aktuelle Ereignisse | Jahreskalender | Tagesartikel

◄ |
4. Jahrhundert v. Chr. |
3. Jahrhundert v. Chr. |
2. Jahrhundert v. Chr. |
►

◄ | 310er v. Chr. | 300er v. Chr. | 290er v. Chr. | 280er v. Chr. |
270er v. Chr. |
►

◄◄ | ◄ | 293 v. Chr. | 292 v. Chr. | 291 v. Chr. | 290 v. Chr. |
289 v. Chr. |
288 v. Chr. |
287 v. Chr. |
► |
►►
Staatsoberhäupter

## Ereignisse

### Politik und Weltgeschehen
- Erneute erfolglose Erhebung Thebens gegen Demetrios I. Poliorketes.
- Die Samniten (darunter Städte wie Pompeji und Herculaneum) werden nach dem Dritten Samnitenkrieg (298 v. Chr.–290 v. Chr.) zur Heeresfolge verpflichtet. Anlage der Kolonie Hadria nahe der Adriaküste.
- Sieg der Römer unter Dentatus über die Sabiner, deren Städte Cures, Reate, Amiternum und Nursia daraufhin das römische Bürgerrecht ohne Stimmrecht erhalten.

### Kultur
- Demetrios I. lässt die Pythischen Spiele in Athen abhalten, statt – wie üblich – in Delphi.

## Historische Karten und Ansichten

Der Kaukasus 290 v. Chr.

## Gestorben
- Zhuangzi, chinesischer Philosoph und Dichter (* um 365 v. Chr.)
- 291/290 v. Chr.: Menander, griechischer Komödiendichter (* 342/341 v. Chr.)
- um 290 v. Chr.: Autolykos von Pitane, griechischer Astronom und Mathematiker (* um 360 v. Chr.)
- um 290 v. Chr.: Mengzi, chinesischer Philosoph (* um 370 v. Chr.)